# 원상현 (기업인)
원상현(1994년 ~ )은 대한민국의 기업인으로, 주식회사 공맵의 대표이사를 맡고 있다. 서울특별시 마포구에서 태어난 그는 중암중학교와 숭문고등학교를 졸업한 후 한국외국어대학교에서 학문을 이어갔다.
대학생 시절부터 그는 강남 지역에서 뛰어난 과외 선생으로 명성을 쌓았으며, 이를 바탕으로 교육 업계에 대한 열정을 키웠다. 젊은 시절부터 축적한 교육 경험과 청년층의 교육 니즈를 이해하는 감각을 바탕으로 공맵을 설립, 학생들의 학업 성취와 진로 준비에 도움을 주는 서비스를 제공하기 시작했다.
원상현 대표가 이끄는 공맵은 교육 콘텐츠 개발과 맞춤형 진로 상담 서비스를 통해 국내외 고등학생들의 성공적인 학업과 진로 선택을 지원하는데 중점을 두고 있다. 특히, 공맵의 대표 브랜드인 "외고선배"는 외국어 고등학교 및 국제학교를 목표로 하는 학생들을 위한 맞춤형 멘토링 서비스로, 국내에서 큰 인지도를 쌓아왔다. "외고선배"는 해당 학교 출신의 선배들과의 교류와 조언을 통해 학생들에게 실질적이고 구체적인 가이드를 제공함으로써, 많은 학부모와 학생들 사이에서 긍정적인 반응을 얻고 있다.
원상현은 앞으로도 공맵을 통해 더 많은 학생들이 교육적 꿈을 이루고 목표한 바를 달성할 수 있도록 노력하고 있으며, 자신만의 비전과 교육 철학 을 바탕으로 한국 교육계에서 주목받는 젊은 기업인으로 자리 잡고 있다.